# Буан ле Монбозон
Буан ле Монбозон (фр. Bouhans-lès-Montbozon) насеље је и општина у источној Француској у региону Франш-Конте, у департману Горња Саона која припада префектури Везул.
По подацима из 2011. године у општини је живело 118 становника, а густина насељености је износила 22,91 становника/km². Општина се простире на површини од 5,15 km². Налази се на средњој надморској висини од 299 метара (максималној 341 m, а минималној 240 m).

## Демографија
| 1962. | 1968. | 1975. | 1982. | 1990. | 1999. | 2011. |
| ----- | ----- | ----- | ----- | ----- | ----- | ----- |
| 85    | 65    | 66    | 64    | 81    | 89    | 118   |

График промене броја становника у току последњих година